# Olympische Sommerspiele 2000/Teilnehmer (Kuwait)
| Gelbes Symbol für Goldmedaillen mit stilisierten Olympischen Ringen | Graues Symbol für Silbermedaillen mit stilisierten Olympischen Ringen | Braundes Symbol für Bronzemedaillen mit stilisierten Olympischen Ringen |
| ------------------------------------------------------------------- | --------------------------------------------------------------------- | ----------------------------------------------------------------------- |
| —                                                                   | —                                                                     | 1                                                                       |

Kuwait nahm an den Olympischen Sommerspielen 2000 in der australischen Metropole Sydney mit 29 männlichen Athleten in sechs Sportarten teil.
Seit 1968 war es die neunte Teilnahme des asiatischen Staates an Olympischen Sommerspielen.

## Medaillengewinner
Mit einer gewonnenen Bronzemedaille belegte das Team Kuwaits Platz 71 im Medaillenspiegel.

### Bronze
| Name              | Sportart | Wettkampf  |
| ----------------- | -------- | ---------- |
| Fehaid al-Deehani | Schießen | Doppeltrap |

## Teilnehmer nach Sportarten

### Fechten
- Abdul Muhsen Ali
Florett, Einzel: 32. Platz

### Fußball
- Herrenteam
12. Platz

- Kader
Abdullah Saihan
Adel al-Anezi
Bader Najem
Bashar Abdullah
Esam al-Kandari
Faraj Saeid
Hamad al-Tayyar
Jamal Mubarak
Khalaf al-Mutairi
Naser al-Omran
Naser al-Othman
Nawaf al-Humaidan
Sadoun Salman
Saleh al-Buraiki
Shehab Kankone
Youssef Zayed

### Leichtathletik
- Fawzi al-Shammari
400 Meter: Vorläufe
4 × 400 Meter: Vorläufe

- Musayed al-Azimi
4 × 400 Meter: Vorläufe

- Bader Abdul Rahman al-Fulaij
4 × 400 Meter: Vorläufe

- Mishal Sayed al-Harbi
4 × 400 Meter: Vorläufe

### Schießen
- Khaled al-Mudhaf
Trap: 4. Platz

- Fehaid al-Deehani
Doppeltrap: Bronze

- Mashfi al-Mutairi
Doppeltrap: 10. Platz

- Abdullah al-Rashidi
Skeet: 14. Platz

- Saud Habib
Skeet: 35. Platz

### Schwimmen
- Faisal al-Mahmeed
100 Meter Rücken: 54. Platz

- Sultan al-Otaibi
200 Meter Lagen: 55. Platz

### Taekwondo
- Naser Buftain
Fliegengewicht: 8. Platz